# 布蒂尼
布蒂尼（法語：Boutigny，法語發音：[butiɲi] ⓘ）是法国塞纳-马恩省的一个市镇，属于莫城区。

## 地理
布蒂尼（48°55'13"N, 2°55'43"E）面积9.88 平方千米，位于法国法蘭西島大區塞纳-马恩省，该省份为法国北部内陆省份，北起瓦兹省，西接埃松省、马恩河谷省、塞纳-圣但尼省和瓦兹河谷省，南至卢瓦雷省，东南接约讷省，东临马恩省和奥布省，东北接埃纳省。
与布蒂尼接壤的市镇（或旧市镇、城区）包括：沃库尔图瓦、布勒尔、楠特伊莱莫、坎西瓦桑、圣菲亚克、维勒马勒伊、库洛姆、菲布莱讷、马勒伊莱莫。

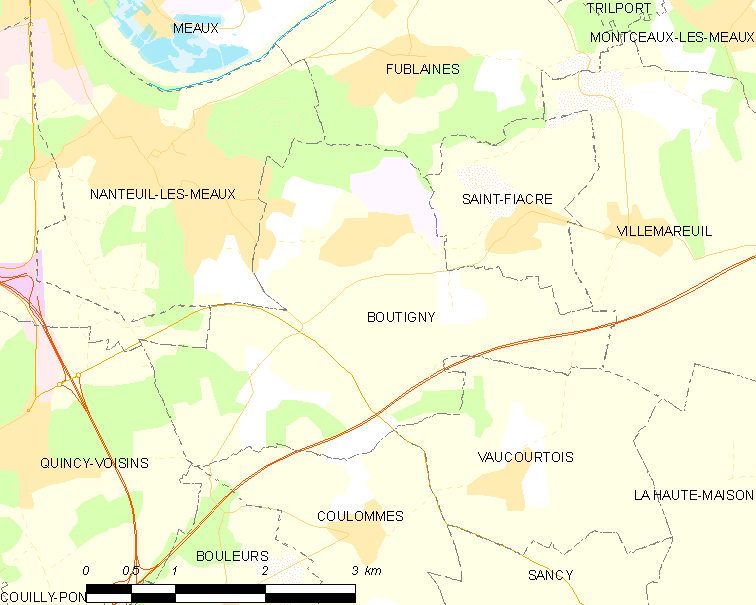
布蒂尼的OSM定位图

布蒂尼的时区为UTC+01:00、UTC+02:00（夏令时）。

## 行政
布蒂尼的邮政编码为77470，INSEE市镇编码为77049。

## 政治
布蒂尼所属的省级选区为塞里斯县。

## 人口

1962-2008年间布蒂尼人口变化图示

布蒂尼于2022年1月1日时的人口数量为850人。